# Claudia Quinta

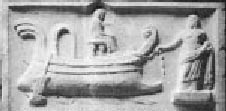
Claudia Quinta Legende auf römischem Altar Relief (1. Jhd.)

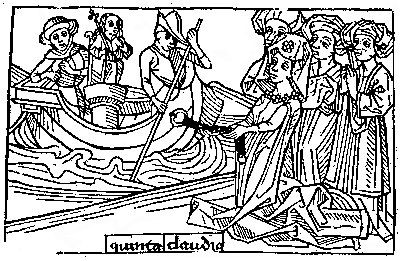
Spätmittelalterliche Darstellung der Legende von Claudia Quinta

Claudia Quinta war eine hochadlige Römerin, wahrscheinlich die Tochter des Publius Claudius Pulcher. Genaue Lebensdaten sind nicht bekannt.
Nach der Überlieferung stand sie zu Unrecht im Ruf der Unkeuschheit, möglicherweise wurde ihr Ehebruch vorgeworfen. Diese Vorwürfe soll sie mit Hilfe der Göttin Kybele durch folgendes Wunder widerlegt haben: Als im Jahre 204 v. Chr. das Schiff, das den heiligen Stein der Kybele (auch Magna Mater, deutsch: „große Mutter“, genannt) von Pergamon nach Rom brachte, in der Tibermündung auf Grund lief, bat Claudia Quinta die Göttin, ihr die Kraft zu geben, das Schiff zu befreien, um damit ihre Unschuld zu beweisen. Tatsächlich konnte sie nach ihrem Gebet die Keuschheitsprobe ablegen und das Schiff ganz alleine hinter sich herziehen, was als Beleg für ihre Unschuld angesehen wurde.
Die Begebenheit wurde in der Literatur häufig als exemplarische Begebenheit erwähnt und erscheint auch als Motiv der bildenden Kunst. Tacitus berichtet, dass auf dem Caelius bei zwei Stadtbränden allein das Standbild der Claudia Quinta von der Gewalt des Feuers verschont geblieben sei, woraufhin „die Vorfahren“ (der Senat) diese Statue dem Tempel der Göttermutter geweiht hätten.
In der späteren Überlieferung und altertumswissenschaftlichen Forschung wird Claudia Quinta gelegentlich zu Unrecht als Vestalin bezeichnet, was aber aus den Hauptquellen bei Titus Livius, Ovid, Sueton und Lactantius nicht hervorgeht. Vermutlich entstand dieser Irrtum durch ein Missverständnis des lateinischen Begriffs castitas (deutsch „Keuschheit“, „züchtiger Lebenswandel“), der irrtümlich auf die Jungfräulichkeit der Vestalinnen bezogen wurde. Da Claudia Quinta in den antiken Texten aber in der Schar der matronae, der Ehefrauen, auftritt, bezeichnet die durch das Wunder erwiesene castitas hier keine generelle Keuschheit im Sinne sexueller Enthaltsamkeit, sondern einen 'züchtigen Lebenswandel' im Sinne der Treue einer Frau zu ihrem Ehemann.

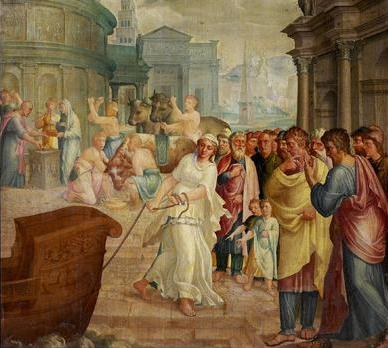
Claudia Quinta in einer Darstellung von Lambert Lombard (16. Jahrhundert)
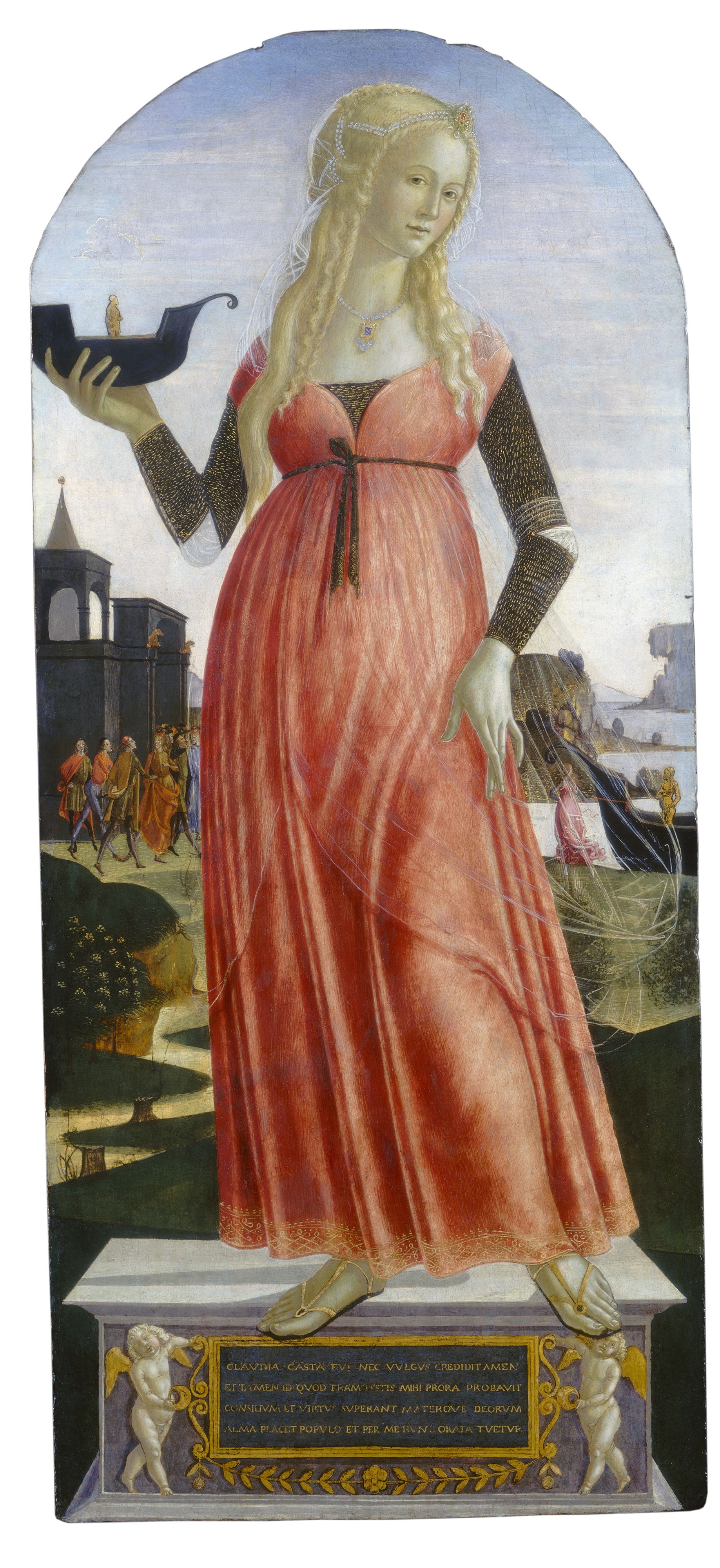
Neroccio dei Landi: Claudia Quinta